# Portugal nos Jogos Olímpicos de Verão de 1936
Portugal participou dos Jogos Olímpicos de Verão de 1936 em Berlim, na Alemanha.
No Prémio das Nações (prova de Hipismo, com obstáculos), Portugal ganhou a medalha de Bronze por equipas. A equipa foi formada por José Beltrão (montando Biscuit), Domingos de Sousa Coutinho (com Merle Blanc) e Luís Mena e Silva (com Faussette).